# Skövde garnison
Skövde garnison är en armégarnison inom Försvarsmakten som verkat i olika former sedan 1905. Garnisonen är belägen intill Västra stambanan i Skövde. Garnisonen är kommunens fjärde största arbetsgivare efter Volvo, Skövde kommun och Västra Götalandsregionen.

## Historia
Garnisonens historia började genom försvarsreformen 1901, då det beslutades att arméns förband skulle förläggas till nya kasernetablissement, från att som tidigare varit förlagda till tält och hyddor vid hedarna som då var den centrala mötesplatserna för regementena. Den 1 april 1902 fick arméförvaltningen i uppdrag av regeringen att sluta avtal med Skövde stad om upplåtande mark till kasernetablissement för Livregementets husarer och Första Göta trängkår. Även om två militära förband skulle förläggas till staden, så hade staden sedan 1885 rymt expeditionen för 3. militärdistriktet, som levde kvar under olika namn och former fram till 1993.
Inför försvarsbeslutet 1958 föreslogs att Karlsborgs luftvärnsregemente skulle utgå ur fredsorganisationen. Som ett regionalpolitiskt stöd till Karlsborgsregionen fick chefen för armén uppdraget att undersöka lämpligt ersättningsförband. Chefen för armén ansåg att Karlsborg utgjorde en värdefull tillgång och borde bibehållas för utbildning, men att det samtidigt inte var lämpligt för infanteri-, pansar-, artilleri- eller ingenjörförband. Etablissementet ansågs dock lämpligt för träng- eller signalförband. Därav var endast Göta trängregemente eller Signalbataljonen i Skövde de enda två förband som kunde komma ifråga för omlokalisering till Karlsborg. Chefen för armén föreslog att omlokalisera Signalbataljonen till Karlsborg, på grund av att det ekonomiskt skulle bli en lägre kostnad jämfört med att omlokalisera Göta trängregemente. Den 1 april 1961 omlokaliserades Signalbataljonen till Karlsborg, som samtidigt antog namnet Göta signalkår. Den 1 juli 1962 fick förbandet regementsstatus och namnändrades samtidigt till Kungl. Göta signalregemente.
Inför försvarsbeslutet 1982 föreslog överbefälhavaren att Livregementets husarer senast 1985 skulle omlokaliseras till Karlsborgs garnison. Denna omlokalisering hängde samman med ett förslag om att avveckla Göta signalregemente i Karlsborg för att starkt begränsa signalutbildningen där. Livregementets husarer föreslogs att överta myndighetsansvaret för Fallskärmsjägarskolan samt ansvaret för viss stabs- och sambandsutbildning. Livregementets husarers kasernetablissement i Skövde skulle genom överbefälhavarens förslag övertas av Göta trängregemente, genom en samlokaliseringen av förbanden i Skövde garnison. Efter att Livregementets husarer lämnade Skövde, lämnades även kasernetablissement på Högskolevägen. Förlusten av Livregementets husarer kompenserades med att Trängtruppernas officershögskola omlokaliserades till Skövde garnison från Linköpings garnison.
Medan ett flertal garnisoner avvecklades helt under slutet av 1900-talet och början av 2000-talet, så har Skövde garnison istället gynnats av de förbandsnedläggningar som skett genom de försvarsbeslut som antagits av riksdagen sedan 1982. Det genom att både förbanden vid garnisonen stärkts, men framför allt att ny kompetens, utrustning och materiel tillförts garnisonens förband. Inför försvarsbeslutet 2009 spekulerades det ett tag om att garnisonen fanns med bland förslagen på vilka förband som kunde flyttas eller läggas ned. Försvarsmakten förslag var bland annat lägga ned Skaraborgs regemente och omlokalisera Trängregementet till Halmstads garnison samt koncentrera Markstridsskolan helt till Borensberg / Kvarn. Det som ett led i en större besparing inom Försvarsmakten. Regeringen meddelade dock den 13 september 2008 att inga förband kommer att läggas ned.  Därmed kom förslaget att aldrig realiseras, utan istället har Skövde garnison allt sedan dess haft en viktig och central roll inom Försvarsmakten.

## Norrmalm

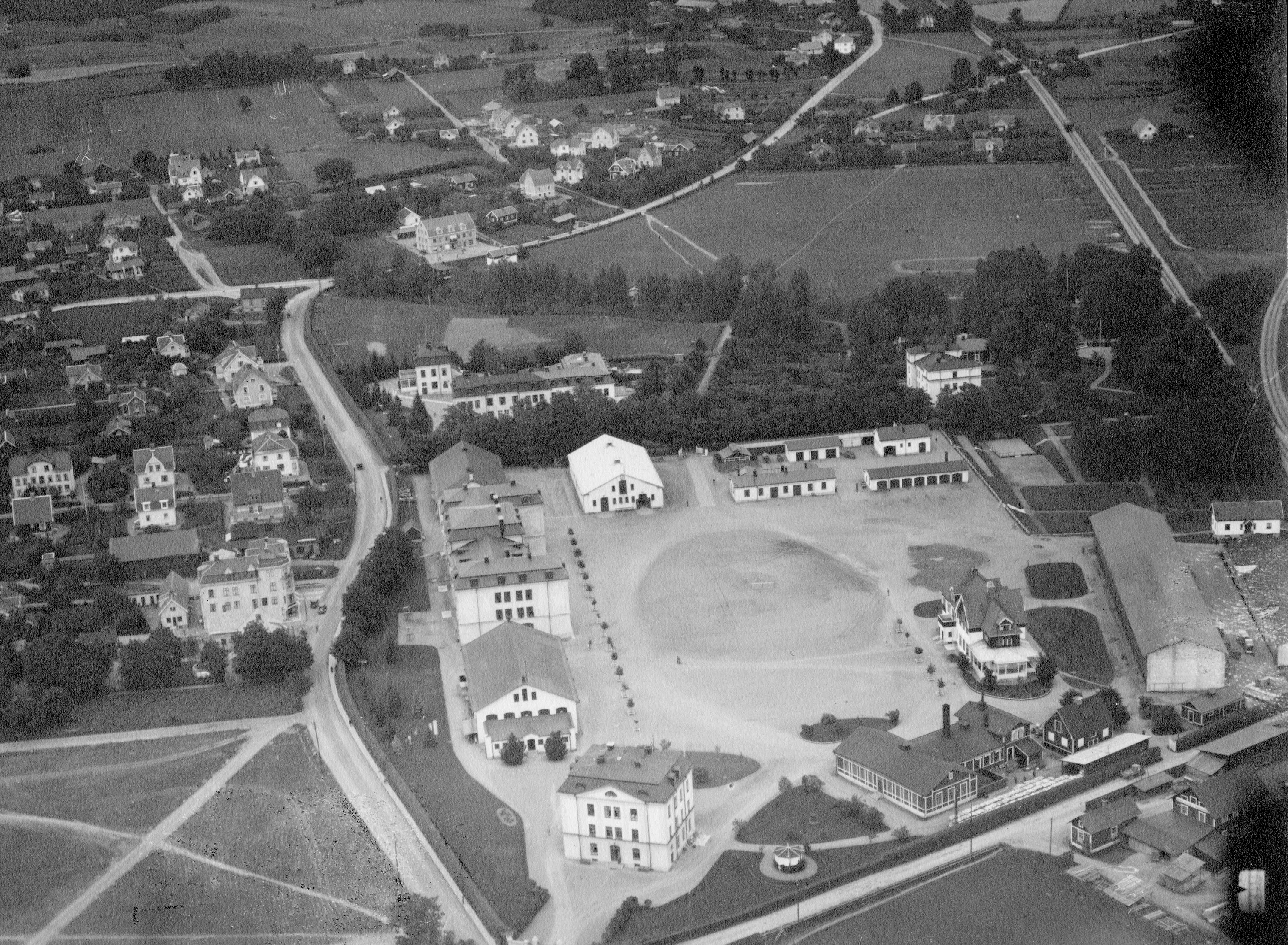
Trängens kasernetablissement på Norrmalm.

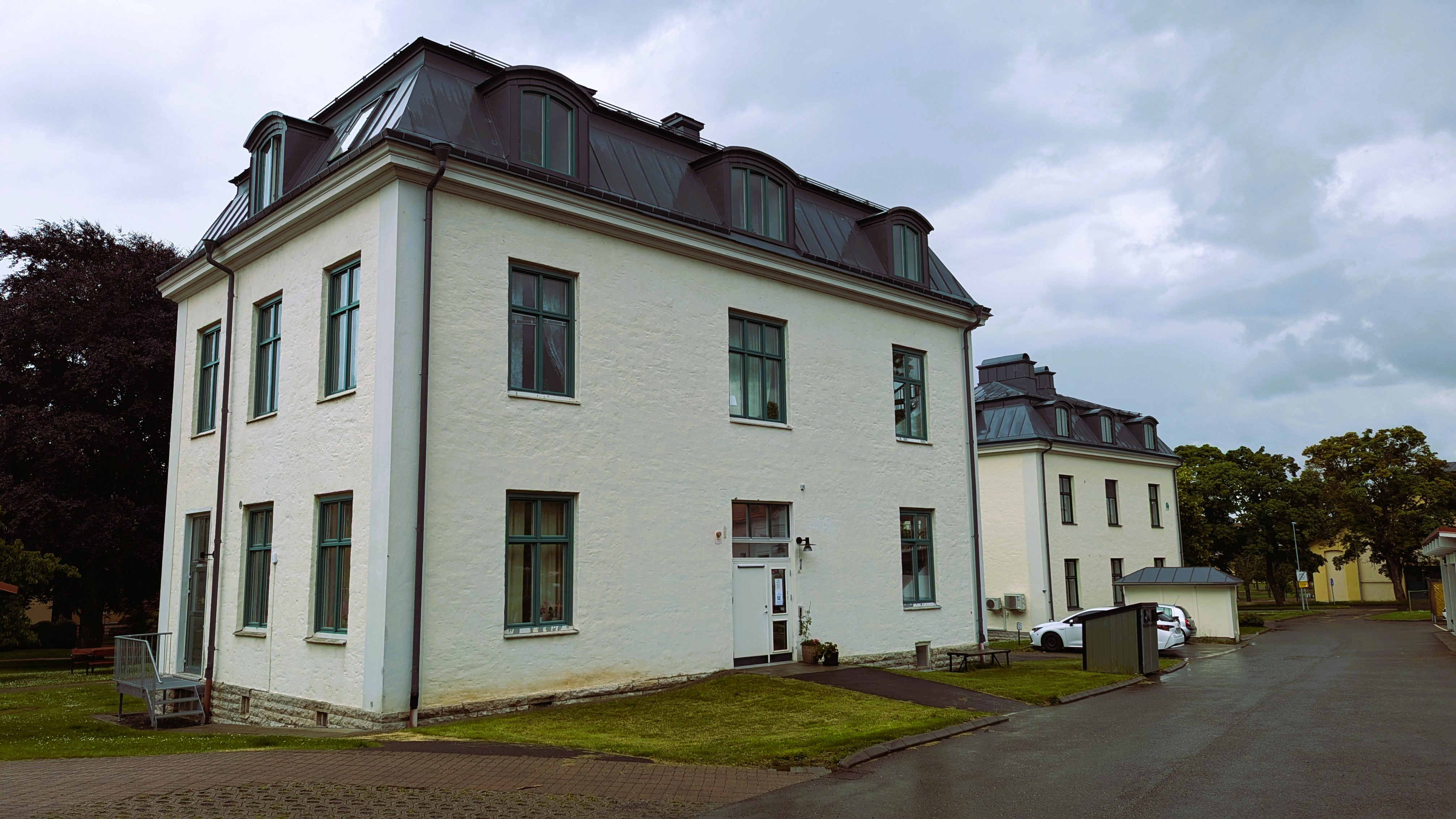
Garnis på Norrmalm.

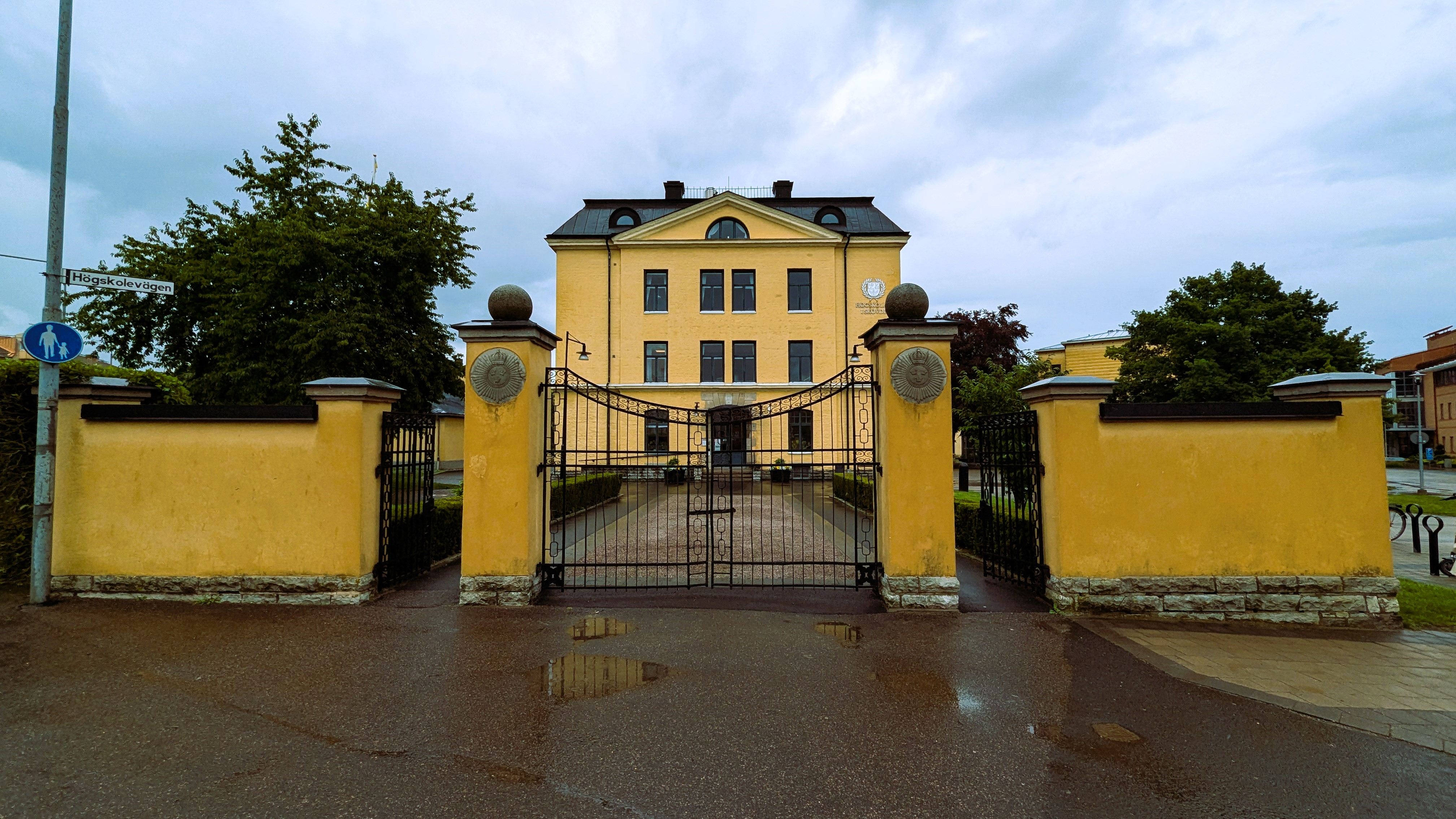
Trängkasernerna på Norrmalm.

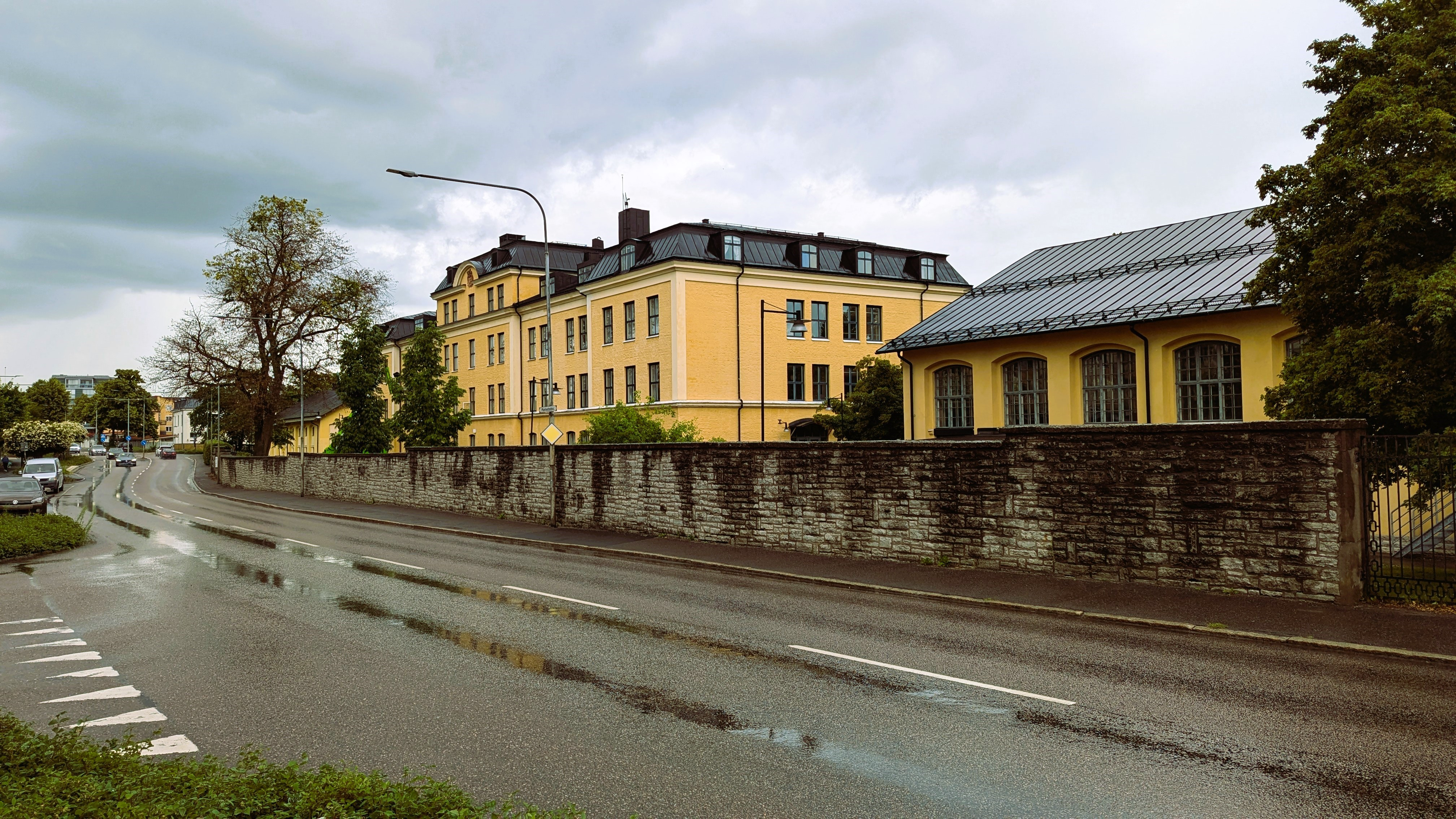
Trängkasernerna på Norrmalm.

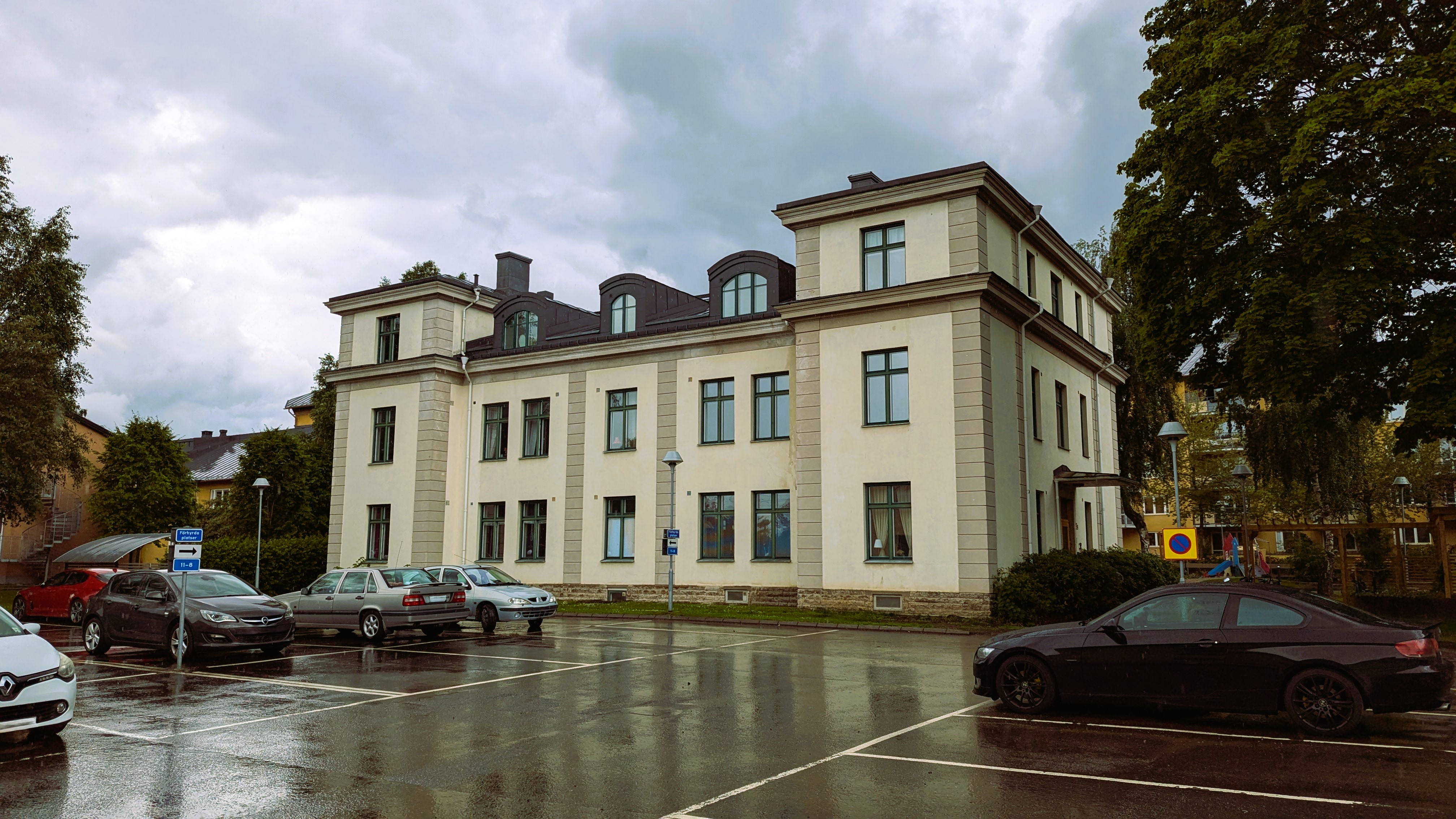
Arméns underhållsskolas skolhus.

### Gamla Garnis
År 1908 uppfördes två byggnader vid vad som utgör del av Södra Trängallén 3. Byggnaderna uppfördes till det som kom att utgöra Garnisonssjukhuset i Skövde eller "Garnis" som det även kom att kallas. Garnisonssjukhuset var ett resultat genom att sjukvården samordnades vid Göta trängkår och Livregementets husarer. Sjukhuset uppfördes i direkt anslutning till trängkårens kasernetablissement, men avskiljdes genom ett staket mellan de två sjukhuset och trängkåren. År 1928 om- och tillbyggdes sjukhuset, men behovet av vårdplatser ökade ständigt. Därmed beslutades i slutet av 1930-talet att uppföra ett större och modernt sjukhus. Det nya sjukhuset uppfördes vid Ekedalsgatan på Östermalm vilket invigdes hösten 1944. Efter att Garnisonssjukhuset lämnade för sina nya lokaler, så övertogs lokalerna 1944 av trängkåren som administrationslokaler. Efter att kasernetablissement lämnades 1984, kom byggnaderna byggas om till studentbostäder.

### Trängkasernerna
Den 1 april 1902 fick arméförvaltningen i uppdrag av regeringen att sluta avtal med Skövde om upplåtande mark till kasernetablissement för Livregementets husarer och Första Göta trängkår. Kasernetablissementet för Första Göta trängkår byggdes efter typritningar uppförda för trängen av Fortifikationen. Göta trängkårs kasernetablissement var ett av fyra kasernetablissement som uppfördes efter sådana ritningar. De övriga var kasernetablissementen uppfördes i Sala, Hässleholms garnison och Örebro garnison. Kasernetablissementen är helt identiska med varandra i det avseende av byggnader. Byggnaderna är dock placerades på olika platser utifrån huvudkasernen. Hösten samma 1902 påbörjades arbetena med kasernetablissementet på Norrmalm. Huvudbyggnaden, det som kom att bli huvudkasernen, är 64 meter lång och är uppförd med två flyglar. Med dessa var bredden 23 meter och övrig bredd 17 meter. Kasernen uppfördes i tre våningar, förutom vinds- och källarvåningar. I linje med kasernen uppfördes på ömse sidor ett ridhus och exercishus. Nästan i vinkel till exercishus uppfördes ett kanslihus i tre våningar. Matinrättningen som uppfördes bredvid kanslihuset rymde inledningsvis 500 man. År 1908 uppfördes den byggnad som kom att bli Garnisonssjukhuset och 1911 uppfördes marketenteriet. Även en byggnad som rymde lägenheter för underofficerarna vid kåren.
Den 26 september 1905 påbörjade trängkåren sin förflyttning till Skövde och dess nya kasernetablissement. Kåren som sedan 1892 varit förlagd till Karlsborgs fästning anlände till Skövde den 28 september 1905 och tog kasernetablissementet officiellt i bruk den 1 oktober 1905. Den 17 februari 1975 eldhärjades marketenteriet kraftigt och återuppfördes aldrig. En identiskt byggnad finns dock vid Svea trängkårs tidigare kasernetablissement vid Västra Mark i Örebro, samt ett något ombyggt marketenteri vid Skånska trängkårens kasernetablissement i Hässleholm.
År 1984 lämnade kåren området för att överta området som Livregementets husarer lämnade efter sig i samband med dess flytt till Karlsborg. Kasernerna som Göta Trängkår i sin tur lämnade har senare byggts om till bostäder samt lokaler för Högskolan i Skövde och området går sedan dess under namnet Trängen. Intill trängkasernetablissementet fanns åren 1908–1955 Garnisonssjukhuset i Skövde.

## Heden

### Kavallerikasernen

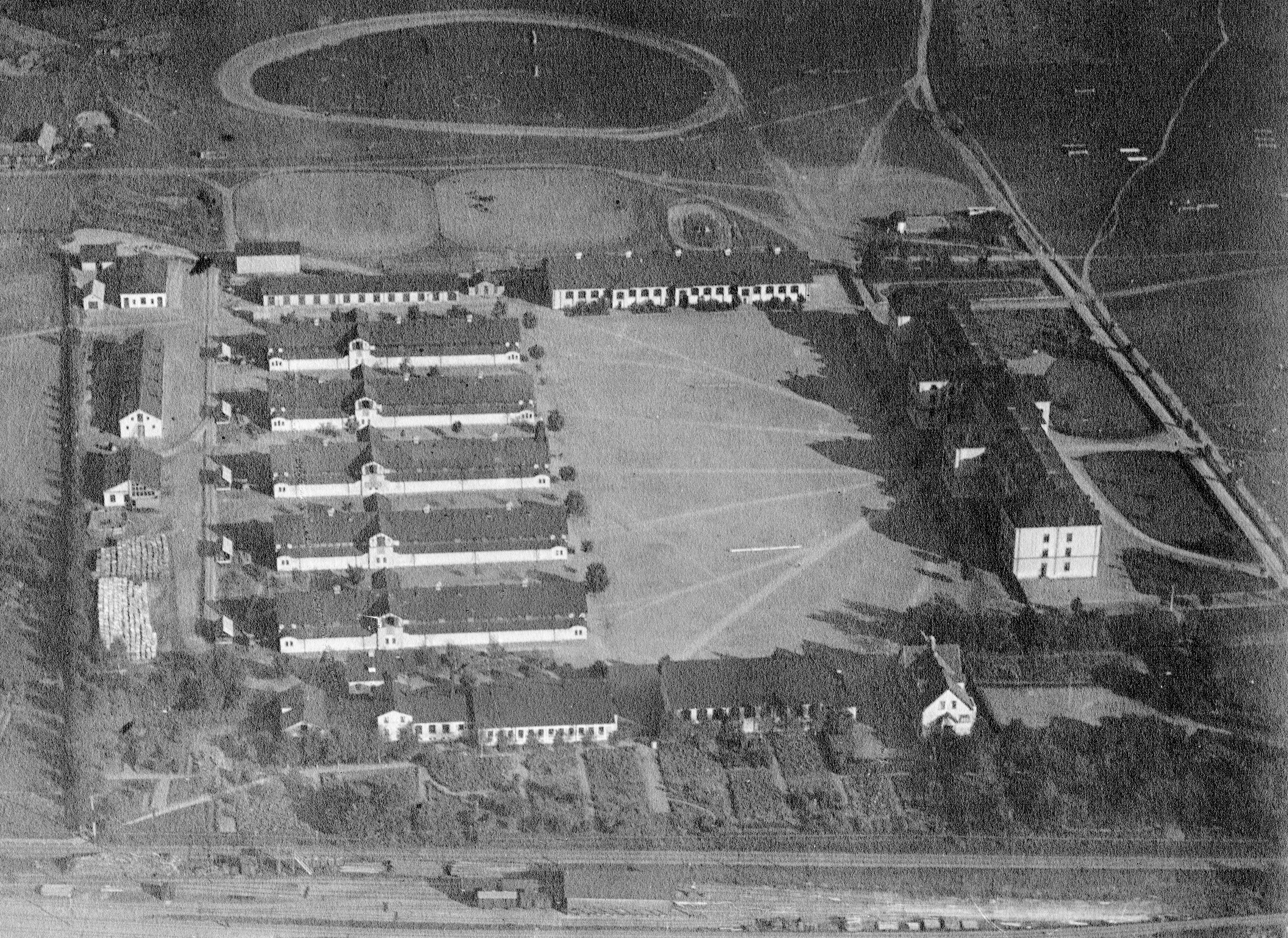
Kavallerikasernen

År 1902 föreslog gav regeringen anslag för ett nytt kasernetablissement till Livregementets husarer, vilket skulle bestå av en kasernbyggnad innehållande kansli-, sjuk- och arrestlokaler, kokinrättning, fem skvadronstallar, exercishus, ridhus, varmbadhus, skosmedja, sjukstall samt behövliga uthus. Den 1 april 1902 fick arméförvaltningen i uppdrag av regeringen att sluta avtal med Skövde om upplåtande mark till kasernetablissement för Livregementets husarer och Första Göta trängkår. Samma år påbörjades arbetena med det nya kasernetablissement. Kasernetablissementet i byggdes efter typritningar för kavalleriet och stod färdigt 1905, då Livregementets husarer flyttade in den 1 november. Den 4 december 1905, i samband med regementets högtidsdag, hölls en ceremoni över inflyttningen.
År 1944 förlades ett kompani ur Signalregementet till Skövde, vilket samlokaliserades med Livregementets husarer i kavallerikasernen. År 1958 omorganiserades kompaniet till Signalbataljonen i Skövde och 1961 omlokaliserades bataljonen, under namnet Göta signalkår, till Karlsborgs garnison. Från den 1 juli 1984 övertog regementet Göta signalregementes förläggning i Karlsborgs fästning. Genom försvarsbeslutet 1982 beslutades att Livregementets husarer skulle omlokaliseras till Karlsborgs garnison, för att där förläggas inom Karlsborgs fästning. Kavallerikasernen övertogs av trängkåren, då det i samma försvarsbeslut beslutades att kasernetablissementet på Högskolevägen. Den 30 juni 1984 övertogs kavallerikasernen av Göta trängregemente. Genom försvarsbeslutet 1992 blev Västra arméfördelningen en egen organisationsenhet, men fick gemensam expeditionstjänst med Göta trängkår.

### Skolhuset

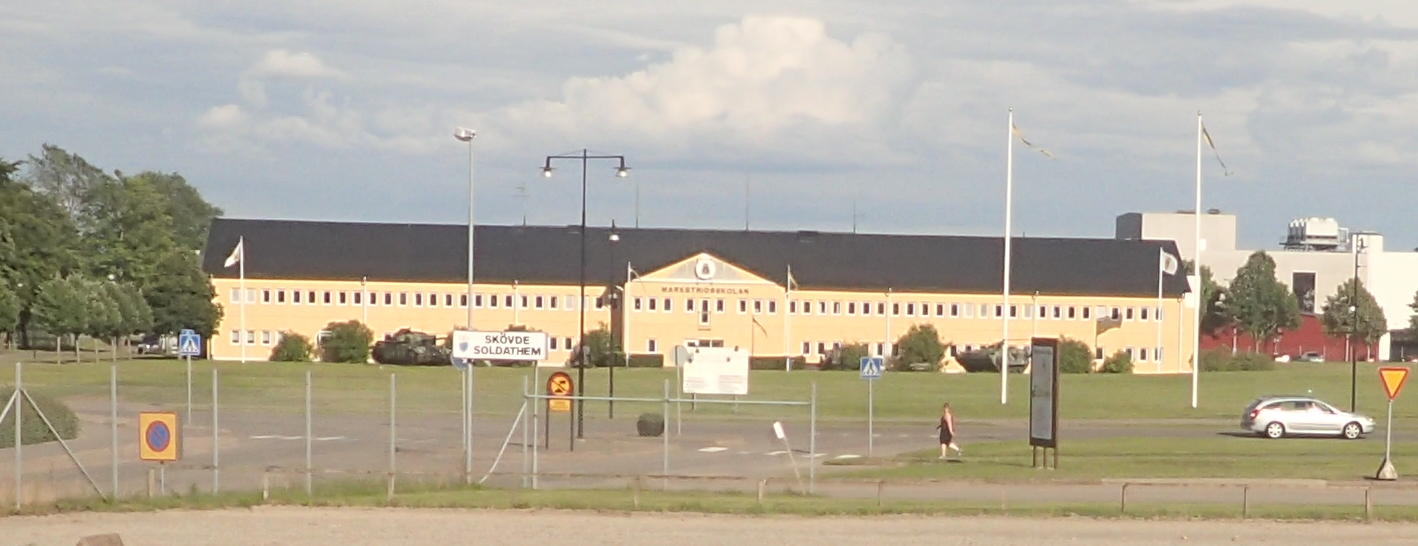
Skolhuset

Skolhuset är en byggnad i anslutning till kavallerikasernen. När byggnaden uppfördes dimensionerades den för gemensamt utnyttjande Underhållsskolan och Pansartruppernas stridsskola. Skolhuset stod färdigt 1986, då både Underhållsskolan och Pansartruppernas stridsskola flyttade in. Underhållsskolan kom närmst från kasernetablissementet vid Högskolevägen, vilket försvaret lämnade inför budgetåret 1985/1986. Men Underhållsskolan hade även haft tillfälliga lokaler i den byggnad som försvarsområdesstaben innehaft vid Kanikegränd 1. Pansartruppernas skolverksamhet i Skövde har sedan 1944 varit lokaliserade på tre platser inom garnisonen, vid Skaraborgs regementets kasernetablissementet, Klagstorps herrgård samt skolhuset på Heden. År 1986 lämnades kasernetablissementet och två avdelningar vid Pansartruppernas stridsskola flyttade in i skolhuset. År 1992 flyttade skolchefen med ledning från Klagstorp till Skolhuset. Som en del av försvarsbeslutet 1996 så gjordes en utredning av Försvarsmaktens skolor, vilken bland annat resulterade i att Underhållsskolan lämnade Skolhuset och Skövde.

### Stallet
I januari 2023 offentliggjordes att Fortifikationsverket  uppför en ny kontorsbyggnad med kasern för anställda yrkessoldater skulle på garnisonsområdet. Byggnaden som kommer stå färdig första halvan av 2024 omfattar cirka 1 800 kvm fördelade på två plan och vind. Byggnaden som uppförs på platsen där ett stall tidigare stod, kommer anpassas för den speciella kulturhistoriska miljön. Bland annat genom att tegel från de ursprungliga fasaderna, samt träpelare kommer att återanvändas i gemensamma utrymmen.

### Infanterikasernerna

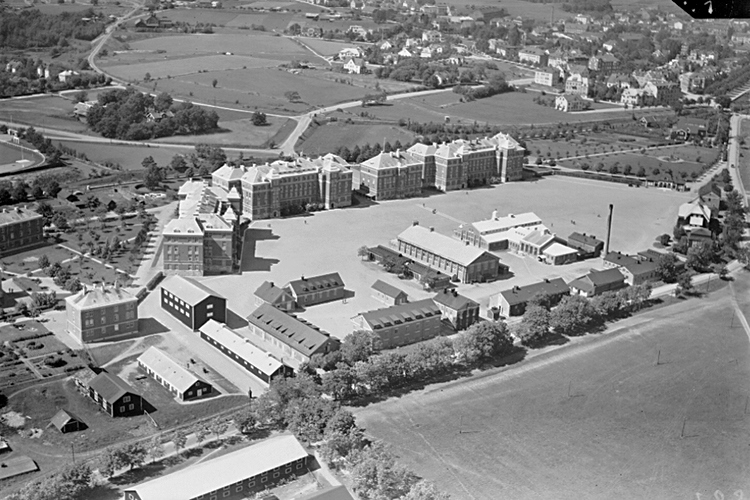
Skaraborgs regementes kasernetablissement.

Genom försvarsreformen 1901 fick Arméns kasernbyggnadsnämnd i uppdrag att uppföra 15 av totalt 27 anläggningar avsedda för infanteriet. Skaraborgs regementes kasernetablissement tillhör den första serien av totalt två som uppfördes under 1910-talet och 1920-talet. Kasernetablissementet uppfördes efter 1901 års byggnadsprogram efter Kasernbyggnadsnämndens första typritningsserie för infanterietablissement. Kasernerna är uppförda i modifierad fransk klassicism med en slätputsade och stänkputsade fasad. Liknande kasernetablissement uppfördes för Värmlands regemente i Karlstad, Upplands regemente i Uppsala, Bohusläns regemente i Uddevalla, Jönköpings regemente, Älvsborgs regemente i Borås, Västgöta regemente i Vänersborg och samt för Livregementets grenadjärer i Örebro. Den 1 januari 1914 flyttade Skaraborgs regemente officiellt in i det nyuppförda infanterikasernetablissementet i Skövde. År 1942 övergick regementet till att bli ett pansarregemente, därmed uppfördes ett nytt garageområde med garage-, vård- och utbildningslokaler samt stensatta garageplaner. Garageområdet stod klart den 1 oktober 1942. År 1956 togs "Svarta fältet" i bruk som uppställningsplats för regementets stridsvagnar. Åren 1978–1979 revs regementets tidigare barackläger, i syfte att uppföra nya övnings- och vårdhallar samt en ny utbildningsverkstad, vilken togs i bruk 1982. Under 1980-talet förvandlades "Sandfältet", vilket varit övningsplats åt både kavalleriet och pansartrupperna, till Östra motorområdet. Området består av bland annat besiktnings- och vårdhallar för hjulfordon samt drivmedelsanläggning. Kasernetablissement är sedan 15 augusti 2002 förklarat som statligt byggnadsminne (SBM).

## Segerstorp
I samband med att Försvarsmaktens logistik och motorskola bildades, flyttade skolan in det skolhus som Arméns underhållsskola tidigare verkade vid på Heden. Utöver dessa byggnader uppfördes en åren 2010–2011 en ny huvudbyggnad i närbelägna Segerstorp för Logistikskolan. Huvudbyggnaden är på dryga 6.100 kvadrat och har tillhörande kör- och uppställningsytor om 30.000 kvadrat. Även om försvarsbeslutet 2004 hade avsatt ekonomiska medel för den skolan i Skövde, sköts byggprojektet upp i omgångar. I oktober 2009 kom dock det nödvändiga regeringsbeslutet på att få bygga de nuvarande byggnader till skolan. Skolbyggnaderna stod till sist klar i december 2011.

## Karstorp

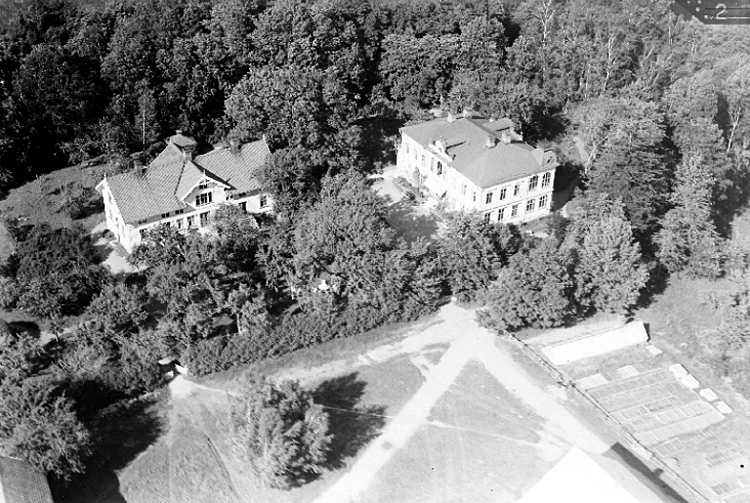
Karstorps egendom

Den 28 maj 1940 rekvirerade Göta trängkår Karstorps egendom för inkvartering av fältförband. Bakgrunden var att möta ett ökat behov av förläggningsutrymme till den årliga värnpliktskontingenten vid Göta trängkår. Den 15 oktober 1940 togs egendomen i bruk som utbildningsläger. Dock hade redan 6. sjukbärarkompaniet ryckt in den 29 maj 1940. När utbildningslägret togs i bruk inrymdes två kompanier vid lägret, som bestod av herrgårdsbyggnaden intill Karstorpssjön samt ett barackläger intill Ryds kyrkoruin, samt ett garage- och motorområde drygt 500 meter norr om herrgårdsbyggnaden. Den 15 februari 1947 utrymdes lägret och baracklägret monterades ned och såldes. Kvar återstod herrgårdsbyggnaden samt delar av lägrets kök med tillhörande matkällare. År 1991 firade Göta trängregemente 100 år som förband, vilket regementet då uppmärksammade med minnesceremonier på de platser som regementet verkat vid. I samband med ceremonin i Skövde meddelade regementschefen Tord Björkman att regementets 2. kompani tilldelats namnet Karstorps kompani.

## Klagstorps herrgård

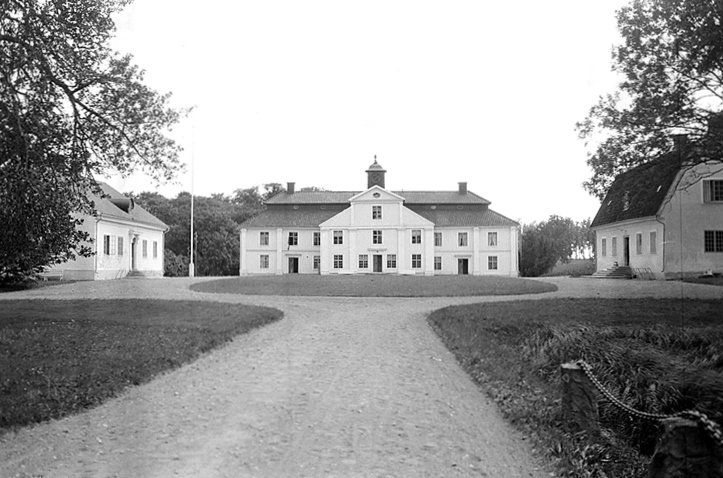
Klagstorps herrgård

År 1966 påbörjades en renovering av kasernerna vid Skaraborgs regementes kasernetablissement, vilket föranledde att Pansartruppskolan den 10 mars 1966 flyttades ut till Klagstorps herrgård, vilken ligger i södra delen av Skövde skjutfält. År 1980 flyttades delar av skolan tillbaka till Skaraborgs regementes kasernetablissement och förlades till kasern II, där skolan disponerade de två översta våningarna samt vindsvåningen. År 1986 lämnades Skaraborgs regementes kasernområde och istället flyttade in sin skolverksamhet in i den nya skolbyggnaden på Heden. År 1992 flyttade skolchefen med ledning från Klagstorp till Skolhuset. Åren 1991–1995 var Arméns pansarcentrum förlagda till Klagstorp och åren 1995–1997 Arméns brigadcentrum.

## Östermalm

### Nya Garnis

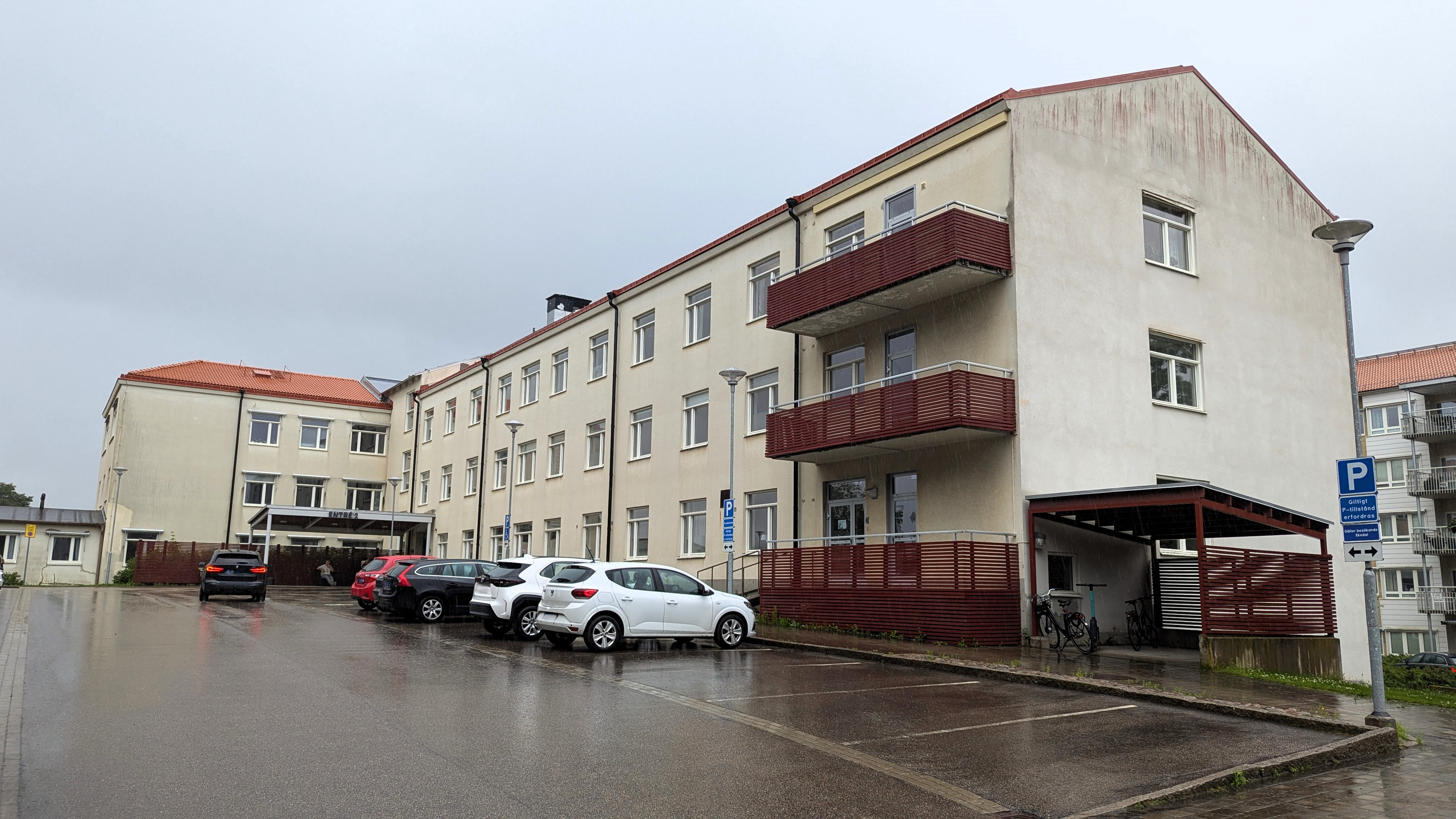
Garnis på Östermalm

Garnisonssjukhuset i Skövde tillkom 1908 genom att sjukvården samordnades vid Göta trängkår och Livregementets husarer. Då var Garnisonssjukhuset lokaliserat till vad som utgör del av Södra Trängallén 3. År 1944 ersattes det av ett nytt sjukhus på Ekedalsgatan. Det nya sjukhuset var ett gemensamt projekt mellan försvaret och landstinget, där landstinget förfogade över 60 vårdplatser och en förlossningsavdelning. Garnisonssjukhuset avvecklades den 31 december 1955, dock kom sjukhuset från den 1 januari 1956 att drivas vidare i Skaraborgs läns landstings regi. I april 1973 lades även den civila verksamheten ned, då sjukhuset ersattes av det då nybyggda Kärnsjukhuset i Skövde. Från 1973 utgörs byggnaderna av Ekedals äldreboende.

## Staber

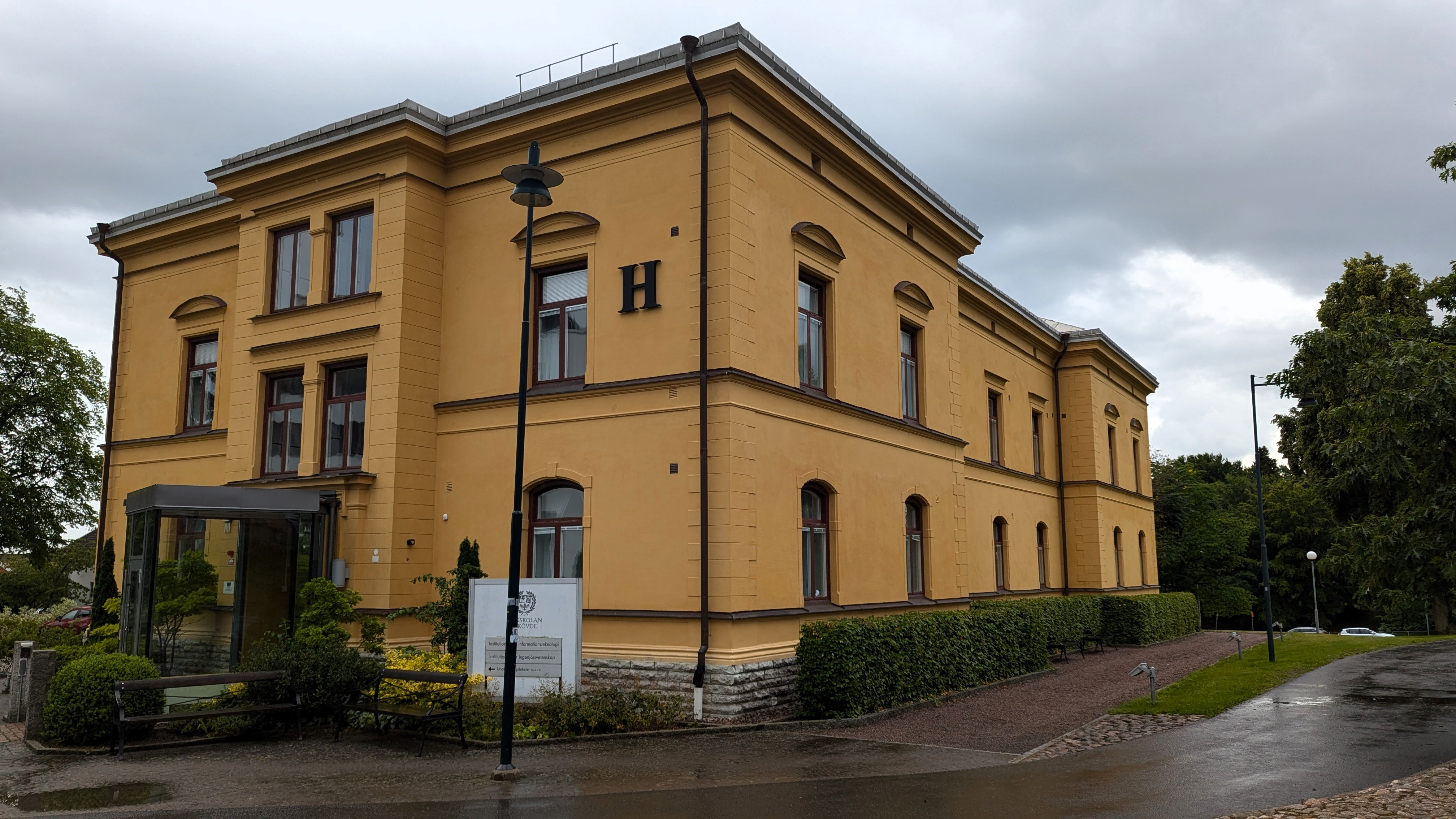
Före detta stabsbyggnad på Kanikegränd.

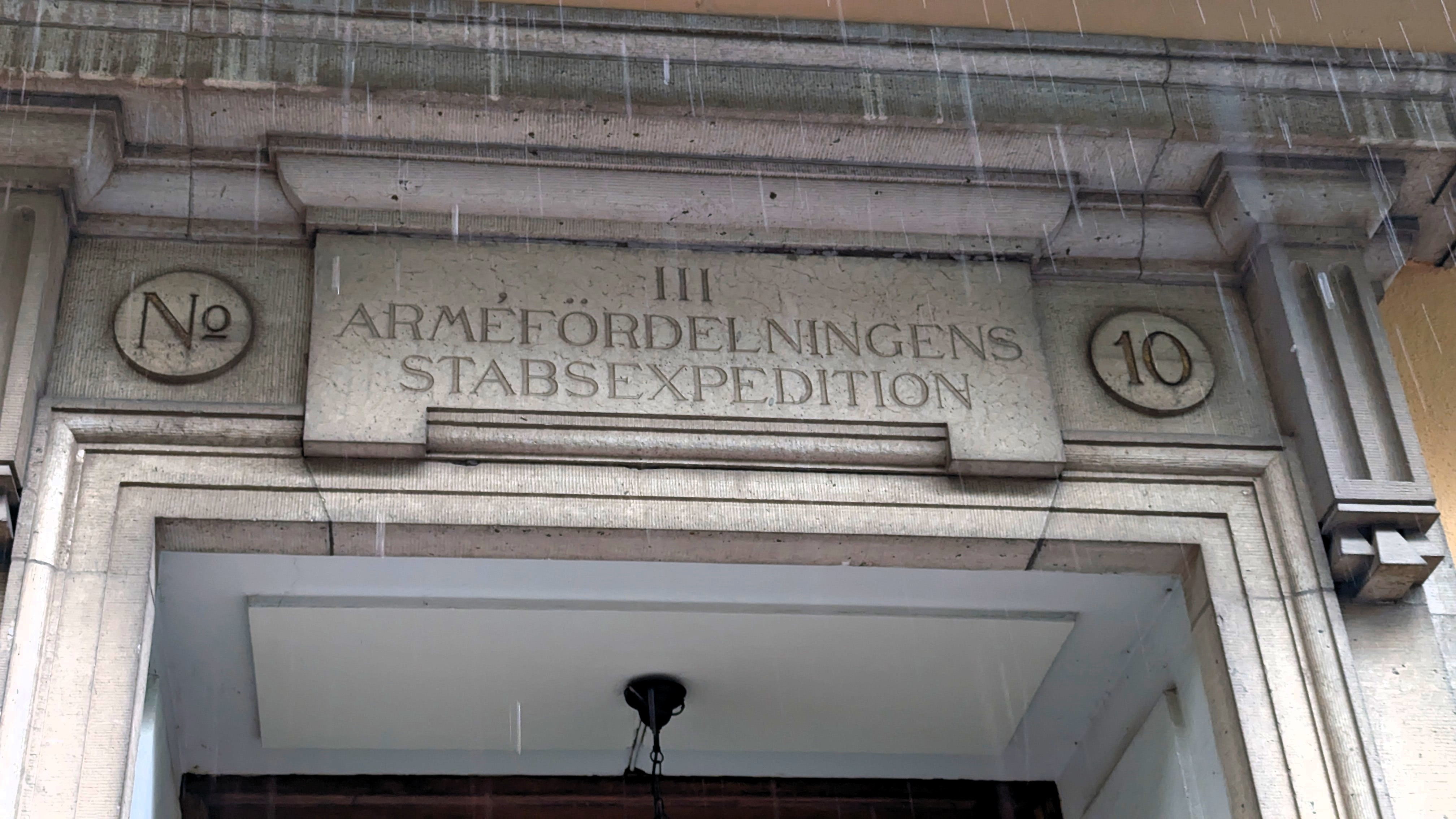
Västra militärområdesstabens entré på Skolgatan 10.

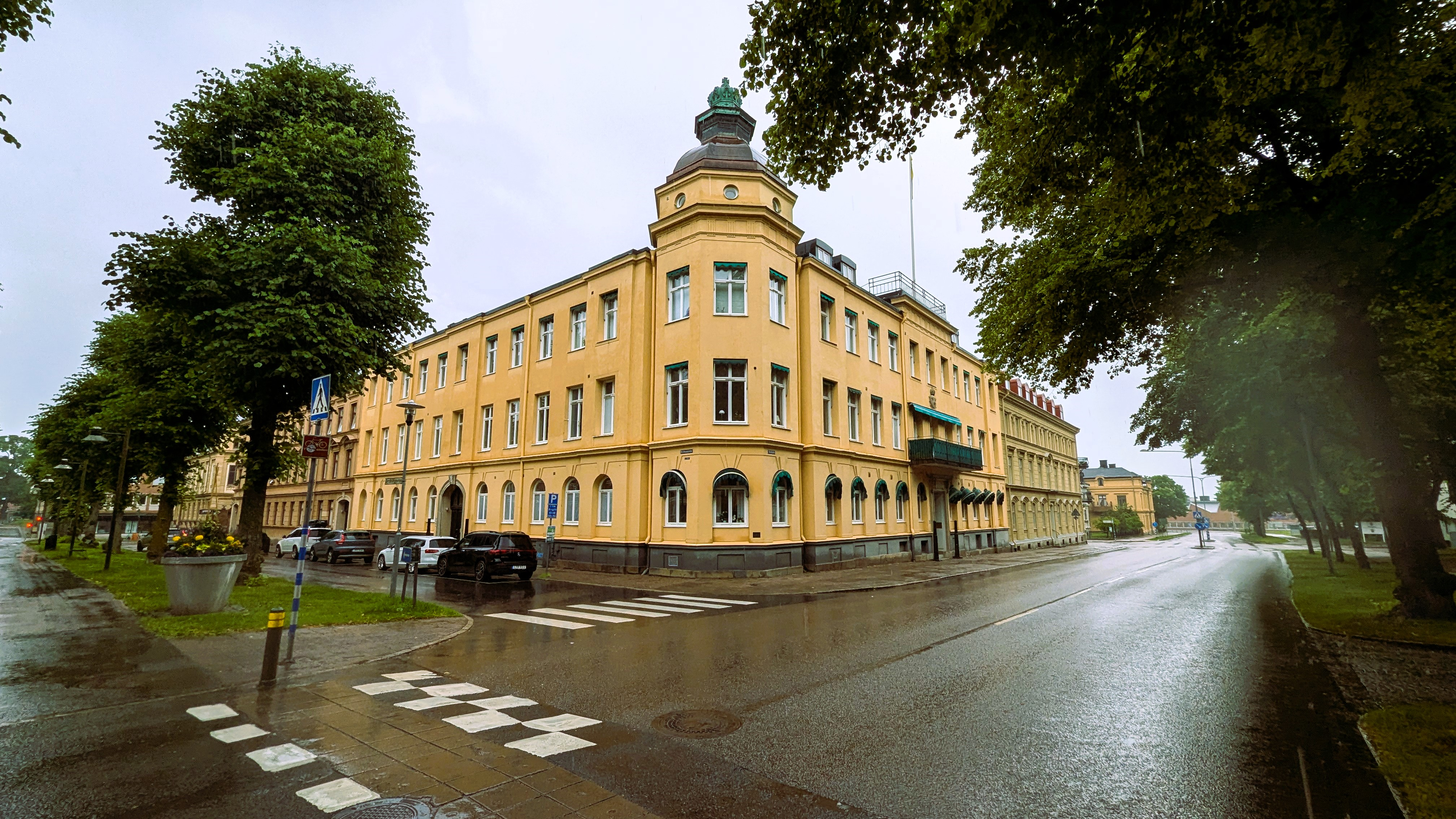
Västra militärområdesstabens byggnad på Skolgatan 10.

### Kanikegränd
Kanikegränd 1, tidigare Munkvägen 1, byggdes åren 1887–1888 av Statens Järnvägstrafiks pensionsinrättning som bostäder för järnvägstjänstemän. Huset är i tre plan och källare och byggt av tegel med gulvita slätputsade fasader, hörnrisaliter med sparsam dekor, huvudsakligen i form av raka och segmentformade fönsteröverstycken, samt rustikkedjor. De ursprungliga helfranska entrédörrarna på gavlarna bevarar tidstypiska smidesgaller i de övre fyllningarna. Byggnaden omges av en parkliknande plantering med allé och fruktträd. Vindsplanet tillbyggdes 1996. Byggnaden huserar högskolans institution för beteendevetenskap.

### Skolgatan
År 1884 uppfördes den byggnad som utgör Skolgatan 10 i Skövde. Byggnaden uppfördes ursprungligen som ett hyreshus med 4- och 5-rumslägenheter. Från 1885 togs byggnaden i anspråk som bostäder till 3. militärdistriktet och under 1910-talet togs byggnaden i bruk anspråk som stabsexpedition till Tredje arméfördelningen. År 1929 ombyggdes huset efter ritningar av Erik Josephson, varvid 1880-talsfasaderna berövades sin rika utsmyckning. Hörntornet, som är ett av stadens tidigaste, ändrades samtidigt något, täcktes med kopparplåt samt försågs med den stora kronan överst på kupolen. I tomtens nordöstra hörn finns ett tvåvåningshus i vinkel med gula, putsade fasader, takgesims och tak, klätt med svart, falsad plåt. Enligt hyresgästerna fanns ursprungligen en gymnastiksal för militären i bottenvåningen och bostad för en gårdskarl i övervåningen. Gymnastiksalen användes senare som tvättstuga. Den stora trevånigsbyggnaden med hörntorn vid stadens, då nyanlagda, esplanad har ett stort kulturhistoriskt värde även om dess ursprungliga fasad har förenklats och därmed förlorat mycket av sin ursprungliga karaktär. År 1993 sammanslogs Västra militärområdet med Södra militärområdet, varav staben i Skövde lades ned. Försvaret kom därmed att lämna byggnaden och sedan 1995 utgörs den återigen av bostäder.

## Förband

### Staber
- 1885–1893: 3. militärdistriktet
- 1893–1901: 3. arméfördelningen
- 1902–1927: III. arméfördelningen
- 1928–1936: Västra arméfördelningen
- 1937–1942: III. arméfördelningen
- 1942–1966: III. militärområdet
- 1942–1997: Fo 35 – Skaraborgs försvarsområde
- 1942–1997: 3. förd – Västra arméfördelningen
- 1966–1993: Milo V – Västra militärområdet
- 1966–1982: ByV – Västra militärområdets byggnadskontor
- 1984–1994: FortF/Väst – Västra byggnadsområdet
- 1966–1984: 13. förd – 13. arméfördelningen
- 1991–1995: PaC – Arméns pansarcentrum
- 1995–1997: BrigC – Arméns brigadcentrum
- 1991–1997: UhC – Arméns underhållscentrum
- 2013–idag: MR V – Västra militärregionen

### Förband
- 1905–1984: K 3 – Livregementets husarer
- 1905–idag: T 2 – Göta trängregemente
- 1913–1942: I 9 – Skaraborgs regemente
- 1942–1997: P 4/Fo 35 – Skaraborgs regemente
- 1942–1997: PB 9 – Skaraborgsbrigaden
- 1943–1948: Tyg 2 – Andra tygkompaniet
- 1958–1961: S 1 Sk – Signalregementets kompani i Skövde
- 1997–2000: MekB 9 – Skaraborgs regemente och Skaraborgsbrigaden
- 2000–idag: P 4 – Skaraborgs regemente
- 2000–idag: SKG – Skaraborgsgruppen

### Skolor
- 1914–1927: TrängOAS – Trängtruppernas officersaspirantskola
- 1939–1943: TOS – Trängofficersskolan
- 1944–1995: PS – Pansartruppskolan
- 1957–1991: US – Arméns underhållsskola
- 1991–1998: US/MotorS – Arméns underhålls- och motorskola
- 1995–1998: SSS – Stridsskola syd
- 1999–idag: MSS – Markstridsskolan
- 2006–2006: MotorS – Försvarsmaktens motorskola
- 2006–2009: LogS – Logistikskolan
- 2010–idag: LogS – Försvarsmaktens logistik och motorskola

## Minnesstenar och minnesmärken
| Bild | Minnessten             | Koordinater                                       | Kort beskrivning |
| ---- | ---------------------- | ------------------------------------------------- | --- |
|      | Skaraborgs regemente   | 58°22′53″N 13°50′48″Ö / 58.381293°N 13.846614°Ö   | Minnessten över Skaraborgs regemente i regementsparken. Minnessten av bohuslänsgranit rest den 19 september 1928 av Skaraborgs regemente och avtäckt av arméfördelningschefen generalmajor Nauckhof i närvaro av prins Lennart. |
|      | Skaraborgs regemente   | 58°22′53″N 13°50′48″Ö / 58.381293°N 13.846614°Ö   | Minnessten över Carl XVI Gustafs och Silvias besök på P 4 1981 |
|      | Skaraborgs regemente   | 58°22′44″N 13°50′36″Ö / 58.378882°N 13.843243°Ö   | Minnessten över Skaraborgs regementes 350-årsjubileum i Skövde. Minnessten av grå granit rest den 9 maj 1981 av regementets subalternkår.                                                                                       |
|      | Livregementets husarer | 58°22′58″N 13°50′59″Ö / 58.382884°N 13.84977°Ö    | Minnesmärke över Livregementets husarer i Skövde. Minnessten av granit rest av regementets kamratförening den 20 juni 1984. |
|      | Göta trängregemente    | 58°23′40″N 13°51′14″Ö / 58.394354°N 13.854005°Ö   | Minnessten över Göta trängregementes tidigare kasernetablissement på Högskolevägen. Minnessten av grå granit på låg sockel rest 1984 av regementets personal.                                                                   |
|      | Göta trängregemente    | 58°25′20″N 13°51′40″Ö / 58.422138°N 13.861054°Ö , | Minnessten över Göta trängregementes verksamhet i Karstorp. Minnessten av grå granit rest 1991 av regementet inför regementets 100-årsjubileum.                                                                                 |
|      | Arméns underhållsskola | 58°23′45″N 13°51′26″Ö / 58.39587°N 13.85716°Ö ,   | Minnesplatta över Arméns underhållsskolas verksamhet i Skövde. |